# Jordy Thomassen
Jordy Thomassen ('s-Hertogenbosch, 15 april 1993) is een Nederlandse voetballer die doorgaans centraal in de aanval speelt. Sinds augustus 2021 komt hij uit voor De Treffers, nadat zijn contract bij Helmond Sport in onderling overleg ontbonden werd.

## Carrière
In zijn eerste volledige seizoen bij FC Den Bosch, 2013-2014, moest Thomassen het vooral doen met invalbeurten. Hij maakte zijn debuut op 15 april 2013 tijdens de uitwedstrijd tegen Almere City FC.Zijn eerste doelpunt maakte hij op 7 september 2013 in de thuiswedstrijd tegen FC Volendam (2–4). Net drie minuten in het veld staand maakte hij de 1–2. In het seizoen 2014–2015 stond Thomassen 29 maal in de basis op alle mogelijke posities in de aanval. Hij viel op door vijf doelpunten, maar nog meer dankzij negen assists. In het 2015–2016 valt hij voorlopig op door drie keer te scoren in de bekerwedstrijd bij WKE (2–5 winst). Thomassen zette FC Den Bosch daar drie keer op voorsprong en gaf de assist bij de 2–4 van Arda Havar. Vanaf januari 2019 werd hij voor een half seizoen verhuurd aan Adelaide United. Na zijn terugkeer in vervulde Thomassen de rol van stand-in van Ralf Seuntjens en bleef zijn speeltijd beperkt tot enkele invalbeurten, waardoor hij in december 2019 vertrok bij De Graafschap. Vlak daarna tekende hij voor 2,5 jaar bij zijn ex-ploeg Helmond Sport, maar verdween in seizoen 2020-21 na enkele wedstrijden al naar de bank nadat hij in de pikorde voorbijgestoken werd door Jelle Goselink. Gezien zijn uitzichtloze situatie verliet Thomassen in augustus 2021 vroegtijdig de club, waarna hij tekende bij De Treffers.

## Statistieken
| Seizoen                        | Club              | Land           | Competitie     | Competitie | Competitie | Beker | Beker | Totaal | Totaal |
| Seizoen                        | Club              | Land           | Competitie     | Wed.       | Dlp.       | Wed.  | Dlp.  | Wed.   | Dlp.   |
| ------------------------------ | ----------------- | -------------- | -------------- | ---------- | ---------- | ----- | ----- | ------ | ------ |
| 2012/13                        | FC Den Bosch      | Nederland      | Eerste divisie | 3          | 0          | 0     | 0     | 3      | 0      |
| 2013/14                        | FC Den Bosch      | Nederland      | Eerste divisie | 18         | 1          | 0     | 0     | 18     | 1      |
| 2014/15                        | FC Den Bosch      | Nederland      | Eerste divisie | 36         | 5          | 1     | 0     | 37     | 5      |
| 2015/16                        | FC Den Bosch      | Nederland      | Eerste divisie | 18         | 2          | 3     | 2     | 21     | 4      |
| 2015/16                        | → RKC Waalwijk    | Nederland      | Eerste divisie | 14         | 4          | 0     | 0     | 14     | 4      |
| 2016/17                        | Helmond Sport     | Nederland      | Eerste divisie | 37         | 13         | 1     | 0     | 38     | 13     |
| 2017/18                        | Helmond Sport     | Nederland      | Eerste divisie | 38         | 12         | 1     | 0     | 38     | 12     |
| 2018/19                        | De Graafschap     | Nederland      | Eredivisie     | 13         | 1          | 1     | 0     | 13     | 1      |
| 2018/19                        | → Adelaide United | Australië      | A-League       | 9          | 0          | 0     | 0     | 9      | 0      |
| 2019/20                        | Helmond Sport     | Nederland      | Eerste divisie | 9          | 1          | 0     | 0     | 9      | 1      |
| 2020/21                        | Helmond Sport     | Nederland      | Eerste divisie | 34         | 2          | 1     | 0     | 35     | 2      |
| 2021/22                        | Helmond Sport     | Nederland      | Eerste divisie | 0          | 0          | 0     | 0     | 0      | 0      |
| Carrièretotaal                 | Carrièretotaal    | Carrièretotaal | Carrièretotaal | 229        | 41         | 8     | 2     | 237    | 43     |
| Bijgewerkt op 17 augustus 2021 |                   |                |                |            |            |       |       |        |        |